# 섭동 이론 (양자역학)
양자역학에서 섭동 이론(perturbation theory, 攝動理論) 또는 미동 이론(微動理論)이란 해밀토니언에 작은 항이 더해졌을 때 그 에너지 준위 등이 바뀌는 정도를 다루는 이론이다. 해밀토니언이 직접 풀기에 너무 복잡할 때 사용한다.

## 도입
대부분의 해밀토니언은 (몇몇 경우를 제외하면) 그 해석적인 해를 구하기 매우 어렵다. 섭동 이론의 목표는 복잡한 해밀토니언을 이미 풀린 단순한 해밀토니언에 비교해, 이미 알려진 해로부터 복잡한 해밀토니언의 에너지 준위와 에너지 고유 상태를 계산하는 것이다.
예를 들어, 어떤 계의 해밀토니언이 {\displaystyle H}로 주어졌다고 생각해보자. 우리가 만약 이 해밀토니언의 일부분 H0에 대한 완비적인 파동함수를 알고, 이 둘의 차이가 작다면 이 둘의 차이에 대한 해밀토니언 λH1이 H0를 살짝 건드려(섭동하여) 슈뢰딩거 방정식의 해를 보정하는 것으로 볼 수 있다. 여기서 H0를 해밀토니언의 비섭동항(非攝動項, unperturbed term), H1을 섭동항(攝動項, perturbing term)이라 한다.
간단히 다시 말하면, 해밀토니언 {\displaystyle H}가 다음과 같이 주어져 있고,
{\displaystyle H=H_{0}+\lambda H_{1}\;,\quad |\lambda |\ll 1}
H0에 대한 완비적인 파동함수를 알 때, H에 대한 슈뢰딩거 방정식의 해를 근사적으로 구하는 것이 섭동 이론이다.
섭동 이론에는 슈뢰딩거 방정식이 시간에 의존하지 않는 경우와 시간에 의존하는 경우 두 종류가 있는 것처럼, 크게 시간 무관 섭동 이론(time-independent perturbation theory)와 시간 의존 섭동 이론(time-dependent perturbation theory)으로 나뉜다.

## 시간 무관 섭동 이론 (레일리-슈뢰딩거 섭동 이론)
시간 무관 섭동 이론은 {\displaystyle H_{0}}과 {\displaystyle H_{1}} 둘 다 (슈뢰딩거 묘사에서) 시간에 따라 바뀌지 않는 경우다. 존 윌리엄 스트럿 레일리가 고전역학에서 다룬 섭동 이론을 바탕으로 에르빈 슈뢰딩거가 1926년에 도입하였다. 이 때문에 레일리-슈뢰딩거 섭동 이론(Rayleigh–Schrödinger perturbation theory)라고도 불린다.
비섭동 해밀토니언 H0의 에너지 고유 상태를 {\displaystyle |\psi _{n}^{(0)}\rangle }, 이에 대응되는 에너지 준위를 {\displaystyle E_{n}^{(0)}}이라고 부르자.
{\displaystyle H_{0}|\psi _{n}^{(0)}\rangle =E_{n}^{(0)}|\psi _{n}^{(0)}\rangle }.
이 비섭동 고유 기저는 정규화되어 있다고 하자. 즉, 식으로 다음과 같다.
{\displaystyle \langle \psi _{m}^{(0)}|\psi _{n}^{(0)}\rangle =\delta _{mn}}.
여기서 {\displaystyle \delta _{mn}}은 크로네커 델타이다.
시간 무관 섭동 이론의 목표는 해밀토니언에 섭동항 {\displaystyle \lambda H_{1}}을 더했을 때, 섭동된 해밀토니언 {\displaystyle H=H_{0}+\lambda H_{1}}의 에너지 고유 상태 {\displaystyle |\psi _{n}(\lambda )\rangle }와 에너지 준위 {\displaystyle E_{n}(\lambda )}을 구하는 것이다. 즉, 다음 식을 풀어야 한다.
{\displaystyle \left(H_{0}+\lambda H_{1}\right)|\psi _{n}\rangle =E_{n}|\psi _{n}\rangle }
비섭동 에너지 고유 상태 {\displaystyle |\psi _{n}^{(0)}\rangle }는 힐베르트 공간의 완비 기저를 이루므로, 섭동된 에너지 고유 상태 {\displaystyle |\psi _{n}\rangle }를 비섭동 에너지 고유 상태 {\displaystyle |\psi _{n}^{(0)}\rangle }의 선형결합으로 나타낼 수 있다.
{\displaystyle |\psi _{n}(\lambda )\rangle =\sum _{k}|\psi _{k}^{(0)}\rangle \langle \psi _{k}^{(0)}|\psi _{n}(\lambda )\rangle }.
상태 벡터는 임의의 상수를 곱해도 같은 상태를 나타내므로, 편의상 {\displaystyle \langle \psi _{k}^{(0)}|\psi _{n}(\lambda )\rangle =1}로 놓는다. (이렇게 하면 일반적으로 {\displaystyle \langle \psi _{n}|\psi _{n}\rangle \neq 1}이 된다. 필요하면 섭동 이론 계산을 끝내고 다시 정규화할 수 있다.)
물론, 섭동항이 사라지면 ({\displaystyle \lambda =0}) 당연히 {\displaystyle |\psi _{n}\rangle =|\psi _{n}^{(0)}\rangle }이고, {\displaystyle E_{n}=E_{0}^{(0)}}이 된다.
섭동항이 매우 작다고 가정하면 ({\displaystyle \lambda \ll 1}), 섭동된 에너지 준위 {\displaystyle E_{n}(\lambda )}과 섭동된 에너지 고유 상태 {\displaystyle |\psi _{n}(\lambda )\rangle }를 {\displaystyle \lambda }에 대한 테일러 급수로 전개할 수 있다.
{\displaystyle E_{n}(\lambda )=\sum _{i=0}^{\infty }\lambda ^{i}E_{n}^{(i)}=E_{n}^{(0)}+\lambda E_{n}^{(1)}+\lambda ^{2}E_{n}^{(2)}+\cdots }
{\displaystyle |\psi _{n}(\lambda )\rangle =\sum _{i=0}^{\infty }\lambda ^{i}|\psi _{n}^{(i)}\rangle =|\psi _{n}^{(0)}\rangle +\lambda |\psi _{n}^{(1)}\rangle +\lambda ^{2}|\psi _{n}^{(2)}\rangle +\cdots }.
여기서 {\displaystyle |\psi _{n}^{(i)}\rangle }와 {\displaystyle E_{n}^{(i)}}는 구하고자 하는 테일러 계수이다. 이미 앞에서 {\displaystyle \langle \psi _{n}^{(0)}|\psi _{n}\rangle =1}로 놓았으므로, 다음이 성립한다.
{\displaystyle \langle \psi _{n}^{(0)}|\psi _{n}^{(i)}\rangle =0} ({\displaystyle i>0}).
이 테일러 급수 전개를 섭동된 시간 무관 슈뢰딩거 방정식에 대입하면 다음을 얻는다.
{\displaystyle (H_{0}+\lambda H_{1})\sum _{i=0}^{\infty }\lambda ^{i}|\psi _{n}^{(i)}\rangle =\left(\sum _{i=0}^{\infty }\lambda ^{i}E_{n}^{(i)}\right)\sum _{i=0}^{\infty }\lambda ^{i}|\psi _{n}^{(i)}\rangle }.
양변을 임의의 {\displaystyle i}에 대하여 {\displaystyle \lambda ^{i}}의 계수끼리 비교하면 다음과 같은 식들을 얻는다.
{\displaystyle H_{0}|\psi _{n}^{(0)}\rangle =E_{n}^{(0)}|\psi _{n}^{(0)}\rangle }
{\displaystyle H_{0}|\psi _{n}^{(1)}\rangle +H_{1}|\psi _{n}^{(0)}\rangle =E_{n}^{(0)}|\psi _{n}^{(1)}\rangle +E_{n}^{(1)}|\psi _{n}^{(0)}\rangle }
{\displaystyle H_{0}|\psi _{n}^{(2)}\rangle +H_{1}|\psi _{n}^{(1)}\rangle =E_{n}^{(0)}|\psi _{n}^{(2)}\rangle +E_{n}^{(1)}|\psi _{n}^{(1)}\rangle +E_{n}^{(2)}|\psi _{n}^{(0)}\rangle }
⋮
{\displaystyle H_{0}|\psi _{n}^{(i)}\rangle +H_{1}|\psi _{n}^{(i-1)}\rangle =E_{n}^{(0)}|\psi _{n}^{(i)}\rangle +E_{n}^{(1)}|\psi _{n}^{(i-1)}\rangle +\cdots +E_{n}^{(i-1)}|\psi _{n}^{(1)}\rangle +E_{n}^{(i)}|\psi _{n}^{(0)}\rangle }.
섭동된 에너지 준위 {\displaystyle E_{n}^{(i)}}를 구하려면, 양변에 {\displaystyle \langle \psi _{n}^{(0)}|}을 곱해 보자. 그러면 다음을 얻는다.
{\displaystyle \langle \psi _{n}^{(0)}|H_{1}|\psi _{n}^{(0)}\rangle =E_{n}^{(1)}}
{\displaystyle \langle \psi _{n}^{(0)}|H_{1}|\psi _{n}^{(1)}\rangle =E_{n}^{(2)}}
⋮
{\displaystyle \langle \psi _{n}^{(0)}|H_{1}|\psi _{n}^{(i-1)}\rangle =E_{n}^{(i)}}.
따라서 {\displaystyle |\psi _{n}^{(i-1)}\rangle }을 안다면 {\displaystyle E_{n}^{(i)}}를 구할 수 있다.
섭동된 에너지 고유 상태 {\displaystyle |\psi _{n}^{(i)}\rangle }를 구하려면, 다음과 같은 연산자를 생각해 보자.
{\displaystyle P_{n}=\sum _{m\neq n}{\frac {1}{E_{m}^{(0)}-E_{n}^{(0)}}}|\psi _{m}^{(0)}\rangle \langle \psi _{m}^{(0)}|}.
이 연산자는 다음 성질을 만족함을 쉽게 확인할 수 있다.
{\displaystyle P_{n}(H_{0}-E_{n})|\psi _{n}^{(i)}\rangle =|\psi _{n}^{(i)}\rangle } ({\displaystyle i>0})
{\displaystyle P_{n}|\psi _{n}^{(0)}\rangle =0}.
양변에 {\displaystyle \langle \psi _{n}^{(0)}|} 대신 {\displaystyle P_{n}}을 곱하면, 다음을 얻는다.
{\displaystyle |\psi _{n}^{(1)}\rangle =-P_{n}H_{1}|\psi _{n}^{(0)}\rangle }
{\displaystyle |\psi _{n}^{(2)}\rangle =P_{n}\left(E_{n}^{(1)}|\psi _{n}^{(1)}\rangle -H_{1}|\psi _{n}^{(1)}\rangle \right)}
⋮
{\displaystyle |\psi _{n}^{(i)}\rangle =P_{n}\left(E_{n}^{(1)}|\psi _{n}^{(i-1)}\rangle +\cdots +E_{n}^{(i-1)}|\psi _{n}^{(1)}\rangle -H_{1}|\psi _{n}^{(i-1)}\rangle \right)}.
따라서 {\displaystyle E_{n}^{(0)},E_{n}^{(1)},\dots ,E_{n}^{(i-1)}}과 {\displaystyle |\psi _{n}^{(0)}\rangle ,|\psi _{n}^{(1)}\rangle ,\dots ,|\psi _{n}^{(i-1)}\rangle }을 알면 {\displaystyle |\psi _{n}^{(i)}}를 구할 수 있다.

### 낮은 차수에서의 계산 예제
테일러 급수 전개의 1차 항은 다음과 같다.
{\displaystyle E_{n}^{(1)}=\langle \psi _{n}^{(0)}|H_{1}|\psi _{n}^{(0)}\rangle }
{\displaystyle |\psi _{n}^{(1)}\rangle =-P_{n}H_{1}|\psi _{n}^{(0)}\rangle }
{\displaystyle \qquad =-\sum _{m\neq n}{\frac {1}{E_{m}^{(0)}-E_{n}^{(0)}}}|\psi _{m}^{(0)}\rangle \langle \psi _{m}^{(0)}|H_{1}|\psi _{n}^{(0)}\rangle }.
테일러 급수 전개의 2차 항은 다음과 같다.
{\displaystyle E_{n}^{(2)}=\langle \psi _{n}^{(0)}|H_{1}|\psi _{n}^{(1)}\rangle }
{\displaystyle |\psi _{n}^{(2)}\rangle =P_{n}\left(E_{n}^{(1)}|\psi _{n}^{(1)}\rangle -H_{1}|\psi _{n}^{(1)}\rangle \right)}
{\displaystyle \qquad =\sum _{m\neq n}{\frac {1}{E_{m}-E_{n}}}|\psi _{m}^{(0)}\rangle \langle \psi _{m}^{(0)}|\left(E_{n}^{(1)}|\psi _{n}^{(1)}\rangle -H_{1}|\psi _{n}^{(1)}\rangle \right)}.

### 겹침이 있는 경우
만약 에너지 준위에서 겹침이 있는 경우 (즉, {\displaystyle n\neq m}이지만 {\displaystyle E_{m}=E_{n}}인 경우)는 {\displaystyle P_{n}}을 위와 같이 정의할 수 없다. 이런 경우에는 기저 {\displaystyle |\psi _{n}^{(0)}\rangle }에 다음과 같은 조건을 적용한다. 만약 {\displaystyle E_{m}=E_{n}}이지만 {\displaystyle m\neq n}이라면, 기저 벡터 {\displaystyle |\psi _{m}^{(0)}\rangle }과 {\displaystyle |\psi _{n}^{(0)}\rangle }를 다음 식을 만족하게 고른다.
{\displaystyle \langle \psi _{m}^{(0)}|H_{1}|\psi _{n}^{(0)}\rangle =0}.
이제 이 조건을 만족하는 기저 {\displaystyle |\psi _{n}^{(0)}\rangle }를 써서 위와 같이 섭동 이론을 전개하면 된다. 이 때 {\displaystyle P_{n}}은 다음과 같이 바꾼다.
{\displaystyle P_{n}=\sum _{m|E_{m}\neq E_{n}}{\frac {1}{E_{m}-E_{n}}}|\psi _{m}^{(0)}\rangle \langle \psi _{m}^{(0)}|}.
이러한 조건을 만족하는 기저는 다음과 같이 찾을 수 있다. 에너지 준위 {\displaystyle E_{n}}에 총 {\displaystyle g}개의 상태가 겹쳐 있다고 하자. 그렇다면 {\displaystyle E_{n}}에 해당하는 고유공간 {\displaystyle V_{n}}(즉, {\displaystyle H_{0}|\psi \rangle =E_{n}|\psi \rangle }인 모든 {\displaystyle |\psi \rangle }의 집합)은 {\displaystyle g}차원의 벡터 공간이다. 이 경우, {\displaystyle H_{1}}을 {\displaystyle V_{n}}에 국한시킨 연산자 {\displaystyle H_{1}|V_{n}}를 {\displaystyle g\times g} 행렬로 표현할 수 있다. 이 행렬을 대각화하면 위 조건을 만족하는 기저를 얻는다. 즉, 겹침이 있는 경우에는 {\displaystyle H_{0}}뿐만 아니라 (고유공간에 국한한) {\displaystyle H_{1}}에 대해서도 고유벡터가 되는 기저를 고른다.

## 시간 의존 섭동 이론
시간 의존 섭동 이론은 비섭동 해밀토니언 {\displaystyle H_{0}}은 시간에 의존하지 않지만, 섭동항 {\displaystyle \lambda H_{1}(t)}는 시간 {\displaystyle t}에 직접적으로 의존하는 경우다. 이런 경우에는 보통 상호작용 묘사에서 다이슨 전개(Dyson series)를 사용한다. 이는 프리먼 다이슨이 양자 전기역학을 다루기 위해 도입하였다.
상호작용 묘사란 상태 벡터는 {\displaystyle \lambda H_{1}}을 따라 변화하고, 연산자는 {\displaystyle H_{0}}을 따라 변화하는 묘사이다. 슈뢰딩거 묘사와 하이젠베르크 묘사의 중간으로 볼 수 있다. 즉, 상호작용 묘사에서의 시간 변화 방정식은 다음과 같다.
{\displaystyle \mathrm {i} \hbar {\frac {\partial }{\partial _{t}}}|\psi (t)\rangle =\lambda H_{1}(t)|\psi (t)\rangle }
{\displaystyle {\frac {d}{dt}}A(t)={\frac {\mathrm {i} }{\hbar }}[H_{0},A(t)]+{\frac {\partial }{\partial t}}A_{\text{S}}(t)}.
여기서 {\displaystyle A_{\text{S}}(t)}는 슈뢰딩거 묘사에서의 {\displaystyle A}이다.
다이슨 전개는 상호작용 묘사에서의 시간 변화 연산자를 {\displaystyle \lambda }에 대한 다항식으로 전개한 것이다. 시각 {\displaystyle t_{0}}의 상태를 시각 {\displaystyle t}의 상태로 바꾸는 시간 변화 연산자 {\displaystyle U(t,t_{0})}는 다음과 같이 시간 순서 행렬 지수(time-ordered matrix exponential)로 나타낼 수 있는데, 이것이 다이슨 전개다.
{\displaystyle U(t,t_{0})={\mathcal {T}}\left[\exp \int _{t_{0}}^{t}(-i\lambda /\hbar )H_{1}(s)\,ds\right]}
{\displaystyle =1+(-i\lambda /\hbar )\int _{t_{0}}^{t}H_{1}(t_{1})\,dt_{1}+(-i\lambda /\hbar )^{2}\int _{t_{1}}^{t}\int _{t_{0}}^{t}H_{1}(t_{2})H_{1}(t_{1})\,dt_{1}\,dt_{2}+(-i\lambda /\hbar )^{3}\int _{t_{2}}^{t}\int _{t_{1}}^{t}\int _{t_{0}}^{t}H_{1}(t_{3})H_{1}(t_{2})H_{1}(t_{1})\,dt_{1}\,dt_{2}\,dt_{3}+\cdots }.
여기서 {\displaystyle {\mathcal {T}}[\cdots ]}는 시간 순서 기호(time-ordering symbol)로, 연산자의 곱을 시간 순서에 따라 재배열한다. 즉, 만약 {\displaystyle t_{0}<t_{1}<t_{2}<t_{3}}이면,
{\displaystyle {\mathcal {T}}[A(t_{3})A(t_{0})A(t_{1})A(t_{2})]=A(t_{3})A(t_{2})A(t_{1})A(t_{0})}
이다. 주의할 것은, {\displaystyle H_{1}(t)} 자체도 관측가능량이므로 {\displaystyle H_{0}}을 따라 바뀐다. 즉,
{\displaystyle H_{1}(t)=\exp(iH_{0}t/\hbar )H_{1{\text{S}}}(t)\exp(-iH_{0}t/\hbar )}
이다.

## 참고 문헌
1. ↑  Rayleigh, J. W. S. (1894). 《The Theory of Sound (제1권)》 2판. London: Macmillan. 115–118쪽. doi:10.1017/CBO9781139058087. ISBN 1152060236.
2. ↑  Schrödinger, Erwin (1926). “Quantisierung als Eigenwertproblem”. 《Annalen der Physik》 385 (13): 437–490. doi:10.1002/andp.19263851302.
3. ↑  Dyson, Freeman (1949). “The {\displaystyle S} matrix in quantum electrodynamics”. 《Physical Review》 75 (11): 1736–1755. doi:10.1103/PhysRev.75.1736.

- Sakurai, Jun John (1994). 《Modern Quantum Mechanics》. Addison-Wesley. ISBN 0201539292.
- Griffiths, David J. (2004). 《Introduction to Quantum Mechanics》. Addison-Wesley. ISBN 0131118927.

## 같이 보기
- 슈타르크 효과
- 제이만 효과